# Kōhei Satō (Eishockeyspieler)
Kōhei Satō (jap. 佐藤 康平, Satō Kōhei; * 26. September 1996 in Nishitōkyō, Präfektur Tokio) ist ein japanischer Eishockeyspieler, der seit Januar 2025 bei den Bloomington Bison aus der ECHL unter Vertrag steht und dort auf der Position des linken Flügelstürmers spielt.

## Karriere
Kōhei Satō begann mit dem Eishockey bei den Seibu White Bears. Als 14-Jähriger ging er nach Kanada, wo er für die Teams des Harrington College und der CIHA Voyagers in Juniorenligen spielte. Im Sommer 2014 wurde er beim Draft der United States Hockey League (USHL) von den Tri-City Storm in der 20. Runde als insgesamt 314. Spieler ausgewählt. Zwar wechselte er in die Vereinigten Staaten, aber nicht zu seinem Draftverein, sondern zu den North Iowa Bulls aus der dritten Stufe der North American Hockey League (NA3HL), wurde aber auch in der NAHL selbst bei den Wilkes-Barre/Scranton Knights und ab 2016 fest bei den Northeast Generals eingesetzt. Mit den Bulls gewann er 2016 die NA3HL und wurde in das All-Tournament-Team gewählt. 2017 wechselte er in die Mannschaft der University of New Hampshire, die um die Mannschaft der National Collegiate Athletic Association (NCAA) spielt. 2021 wechselte er in die Mannschaft der Bentley University.
Anschließend wechselte der Japaner zur Saison 2022/23 in den Profibereich und lief für Joensuun Kiekko-Pojat in der zweitklassigen finnischen Mestis auf. Im Saisonverlauf wechselte er innerhalb der Liga zu KeuPa HT. Im Sommer 2023 schloss sich Satō für ein Jahr den Belfast Giants aus der britischen Elite Ice Hockey League (EIHL) an, bevor er zur Spielzeit 2024/25 nach Nordamerika zurückkehrte. Dort erhielt der Japaner einen Vertrag bei den Orlando Solar Bears aus der ECHL, die ihn im Januar 2025 im Tausch für Jared Westcott zum Ligakonkurrenten Bloomington Bison transferierten.

### International
Für Japan nahm Satō im Juniorenbereich zunächst am U20-IIHF Challenge Cup of Asia 2014 teil, bei dem er mit dem japanischen Nachwuchs die Bronzemedaille hinter den russischen MHL Red Stars und der kasachischen U20-Auswahl belegte. Im Folgejahr spielte er bei der U20-Weltmeisterschaft 2015 in der Division I.
Für das japanische Herren-Team spielte er erstmals bei der Weltmeisterschaft 2019 in der Division I. Auch 2022, 2023, 2024 und 2025 spielte er in der Division I. Zudem nahm er für sein Heimatland an den Qualifikationen für die Olympischen Winterspiele 2022 in Peking und 2026 in Mailand teil.

## Erfolge und Auszeichnungen
- 2016 Gewinn der dritten Stufe der North American Hockey League mit den North Iowa Bulls
- 2016 All-Tournament-Team der dritten Stufe der North American Hockey League
- 2023 Aufstieg in die Division I, Gruppe A, bei der Weltmeisterschaft der Division I, Gruppe B